# نوک‌شاخ نوک‌سرخ دامارا
 نوک‌شاخ نوک‌سرخ دامارا (نام علمی: Tockus damarensis) نام یک گونه از تیره نوک‌شاخ است.